# 465

465(사백육십오)는 464보다 크고 466보다 작은 자연수다.

## 수학
- 합성수로, 그 약수는 1, 3, 5, 15, 31, 93, 155, 465다. 진약수의 합은 303이므로, 465는 부족수다.
- 56번째 쐐기수다. 앞의 쐐기수는 455, 다음 쐐기수는 470이다.
  - 15번째 홀수 쐐기수다. 앞의 홀수 쐐기수는 455, 다음은 483이다.
- 30번째 삼각수다. 앞의 삼각수는 435, 다음은 496이다.
- {\displaystyle 61^{2}-1}은 465로 나누어떨어진다.

## 과학
- NGC 465(영어판): 마젤란 은하에 있는 산개성단.

## 교통
- 일본 465번 국도(일본어판): 지바현 모바라시에서 훗쓰시까지 이어지는 일본의 국도.
- 현도 제465호선

## 군사
- U-465(영어판): 제2차 세계 대전에 사용된 나치 독일의 군용 잠수함.

## 문화유산
- 대한민국의 보물 제465호: 영천 신월리 삼층석탑
- 대한민국의 사적 제465호: 서울 경교장

## 기타
- 연도: 465년, 기원전 465년